# つぎ、とまります。
『つぎ、とまります。』は、アシガルユースの1枚目のミニアルバムである。2007年12月23日にリリース。

## 解説
アシガルユースのファーストアルバム。作詞・作曲はすべてアシガルユースのメンバー全員が担当している。カレーショップサフランのメインボーカルはギターの川崎貴広。収録曲のキューティフォーはキューティーとビューティフォーをあわせた造語である。

## 収録曲
1. ジョエルの声も…
  - 作詞・作曲:アシガルユース
2. バタフライ
  - 作詞・作曲:アシガルユース
3. 大龍包2007
  - 作詞・作曲:アシガルユース
4. カレーショップサフラン
  - 作詞・作曲:アシガルユース
5. キューティフォー
  - 作詞・作曲:アシガルユース